# Comuna 2 (Cali)
La Comuna 2 de Cali es una de las 22 comunas que componen la ciudad. Está ubicada en el noroeste del casco urbano. Limita al norte con el municipio de Yumbo, al sur con las comunas 19 y 3 (centro de la ciudad), al oriente con las comunas 4 y 6, y al occidente con la comuna 1 y el corregimiento Golondrinas. Geográficamente se encuentra en el lado occidental del Río Cali.
Esta comuna se caracteriza por ser una zona financiera importante y por su alta infraestructura de hoteles, centros educativos, sitios comerciales, de servicios, de entretenimiento, parques, etc. Allí se encuentra el tradicional barrio Granada, que fue el primer barrio residencial del norte de Cali, y hoy en día, un importante centro cultural y culinario de la ciudad, así como el barrio Versalles, otro tradicional e histórico lugar de la ciudad, donde se encontraba el Estadio Galilea, primer estadio de fútbol de la ciudad, y lugar que es referenciado varias veces en el libro ¡Qué viva la música! del escritor Andrés Caicedo. En términos sociales, económicos y culturales es una de las comunas con mayor desarrollo e importancia de la ciudad.

## Barrios
La Comuna 2 está compuesta por 26 barrios y sectores los cuales son:
| - Altos de Menga - Alameda del Río - Arboleda - Brisas de los Álamos - Centenario - Chipichape - Ciudad Los Álamos - El Bosque - Granada - Juanambú - La Campiña - La Flora - La Paz | - Menga - Normandía - Parque del Amor - Prados del Norte - Rincón de La Flora - San Vicente - Santa Mónica Residencial - Santa Rita - Santa Teresita - Sector Altos de Normandía (Bataclán) - Urbanización La Merced - Versalles - Vipasa |

## Sitios de interés

### Centros comerciales
- Centro Comercial Centenario: Ubicado en el corazón de la ciudad de Cali entre las avenidas 3 norte y 4 norte en el barrio Centenario.

- Centro Comercial Chipichape: Fue construido el 17 de noviembre de 1995 al pie de la Cordillera Occidental. Se ideó como un complejo urbanístico para la clase media-alta de la ciudad de Cali.[3]

- Centro Comercial La Pasarela

- Centro Comercial Pacific Mall

### Hoteles
- Hotel Torre de Cali: con una altura de 183 metros, es el edificio más alto de la ciudad y el tercero del país

- Hotel Spiwak

- Hotel City Express

- Hotel Antope: Ubicado en la avenida 7 Norte # 28N-69

- Cali Marriott Hotel

- Hotel Sonesta Cali

- Hotel Ibis Cali Granada

- Hotel Vizcaya Real

### Otras actividades
- Museo de Arte Moderno La Tertulia: Contiene exposiciones de arte moderno, fotografía y escultura.

- Centro de Eventos Alférez Real: Está ubicado en el oeste de Cali, sobre la margen derecha del río que la cruza, enclavado entre cuatro barrios de singular belleza: Santa Rita, Santa Teresita, El Peñón y Normandía.

- Plazoleta Jairo Varela

- Parque de las Tortugas

- Zoológico de Cali: Considerado uno de los mejores del país y de América Latina

- Parque Versalles

- Parque de las Caracolas

### Clínicas
- Clínica de Occidente

- Clínica Versalles

- Clínica DIME

- Fundación Valle del Lili, sede norte

- IPS Sura la Flora

- Centro de Salud La Campiña

- Clínica Sebastián de Belalcázar

- Clínica de los Remedios

- Clínica Rafael Uribe Uribe

- Centro Médico IDIME

## Sistema Integrado de Transporte Masivo - MIO
La Comuna 2 es atravesada por varias líneas troncales, pretroncales y complementarias del MIO.
La única línea troncal que tiene ésta comuna está ubicada sobre toda la avenida 3 norte la cual desemboca en la terminal de Menga. Esta línea tiene cinco estaciones de parada en la comuna 2. La otra línea, aunque es una pretroncal, está ubicada sobre la autopista Suroriental y también desemboca en la terminal de Menga.
Las otras líneas pretroncales que atraviesan la comuna, están ubicadas sobre la famosa avenida 6 norte, la calle 32 norte, avenida 2 norte, avenida 1 norte y la avenida 4 norte.
Las líneas complementarias del sector recorren parte de la autopista Suroriental, las avenidas 6 norte, 4 norte, 3A norte, 3H norte y 3 norte y las calles 44 norte, 38 norte y 52 norte.